# Hidaard
Hidaard est un village de la commune néerlandaise de Súdwest-Fryslân, situé dans la province de Frise. 

## Géographie
Le village est situé à 5 km au nord-ouest de Sneek.

## Histoire
Le village appartient à la commune d'Hennaarderadeel avant le 1er janvier 1984, où celle-ci est intégrée à la commune de Littenseradiel. Le 1er janvier 2018, cette dernière est à son tour supprimée et Hidaard rattaché à Súdwest-Fryslân.

## Démographie
En 2021, la population s'élève à 125 habitants.